# Liste mazedonischer Schriftsteller
Liste mazedonischer Schriftsteller und Dichter

## A
- Gjorgji Abadžiev (1910–1963)
- Kosta Abraš (1879–1898)
- Georgi Ajanovski (1940)
- Stojan Andov (1935–2024)
- Petre M. Andreevski (1934–2006)
- Maja Apostoloska (1976)

## C / Č

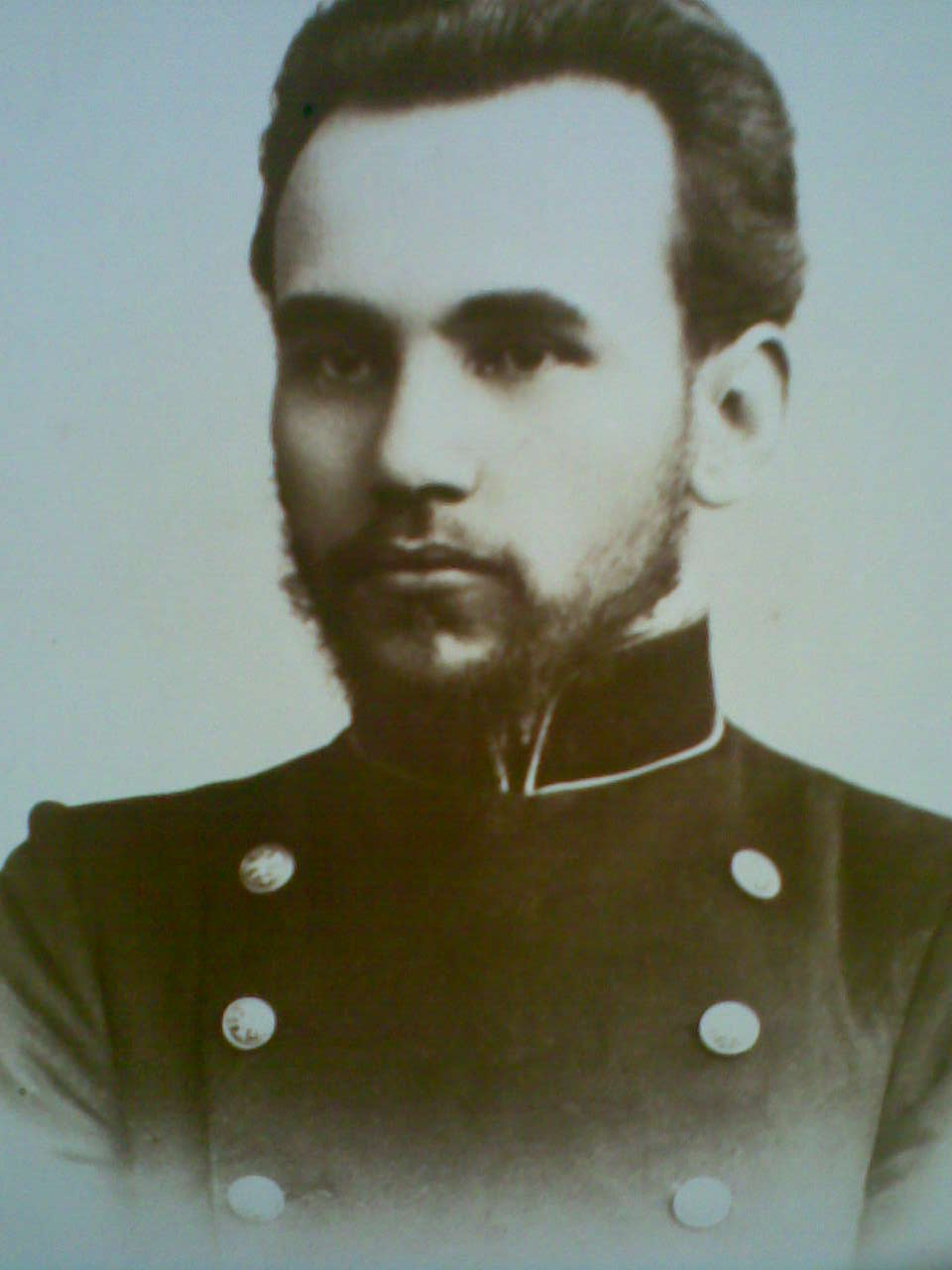
Dimitrija Čupovski.

- Dimitrija Čupovski (1878–1940)
- Kole Čašule (1921–2009)
- Živko Čingo (1935–1987)

## D
- Igor Džambazov (1963)
- Dimitar Dimitrov (1937)
- Petre Dimovski

## G / Ǵ
- Tashko Georgievski (1935)[1]
- Bogomil Gjuzel (1939)

## I
- Vasil Iljoski (1902–1995)

## J
- Meto Jovanovski (1928)
- Slavko Janevski (1920–2000)
- Irena Jordanova (1980)
- Mišo Juzmeski (1966)

## K / Ḱ
- Risto Krle (1900–1975)
- Risto Kirjazovski (1927–2002)
- Aco Karamanov (1927–1944)
- Blaže Koneski (1921–1993)

## M

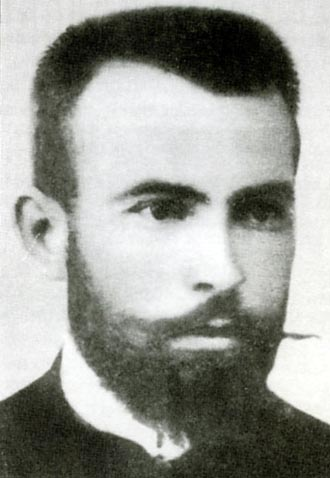
Krste Misirkov.

- Vlado Maleski (1919–1984)
- Krste Misirkov (1874–1926)

## N
- Kole Nedelkovski (1921–1941)

## P

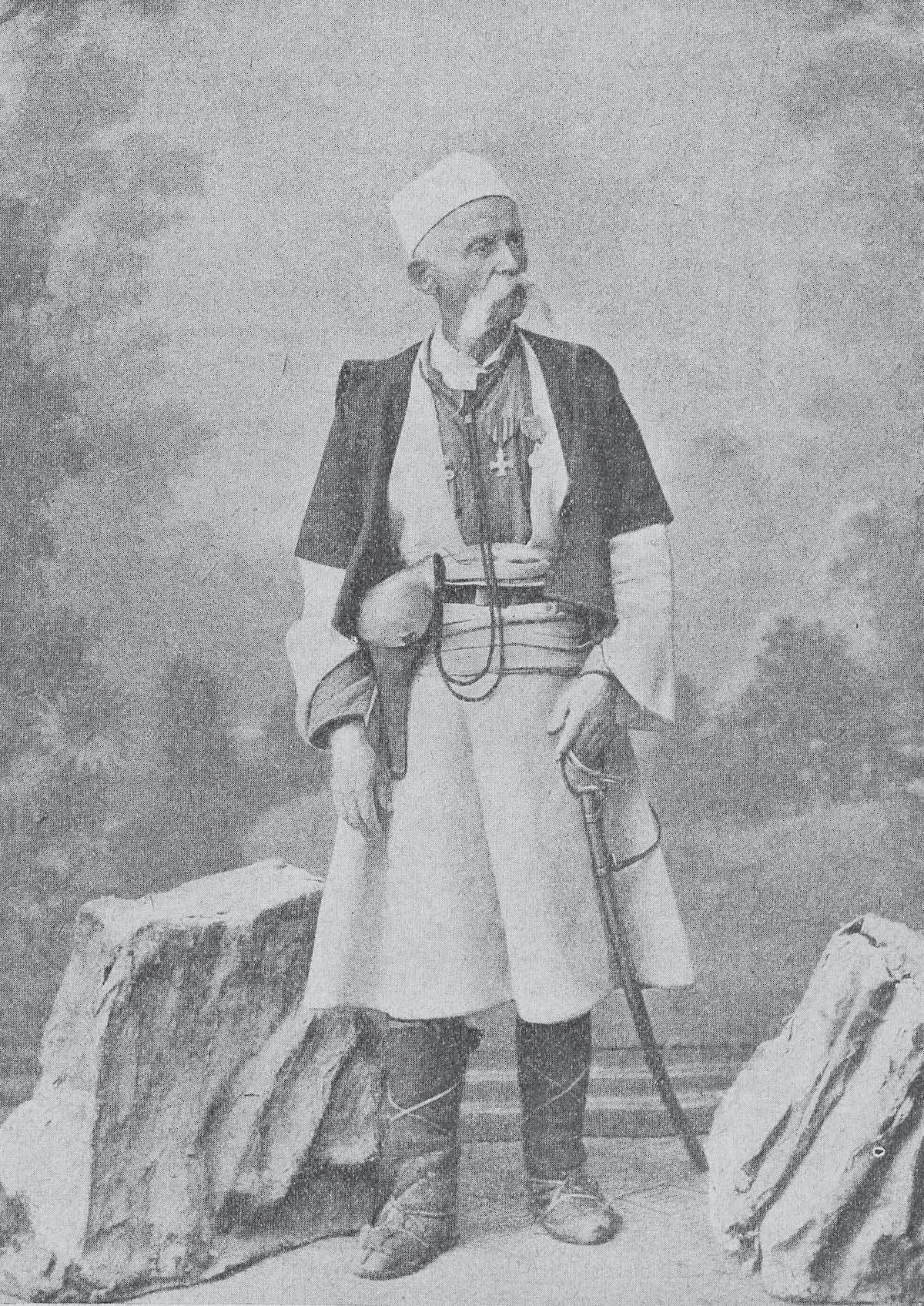
Gjorgjija Pulevski.

- Radovan Pavlovski (1937), poet.[1]
- Georgi Pulevski (1817–1895)
- Mihail Petrusevski (1911–1990)
- Anton Panov (1906–1967)
- Božin Pavlovski (1942)

## R

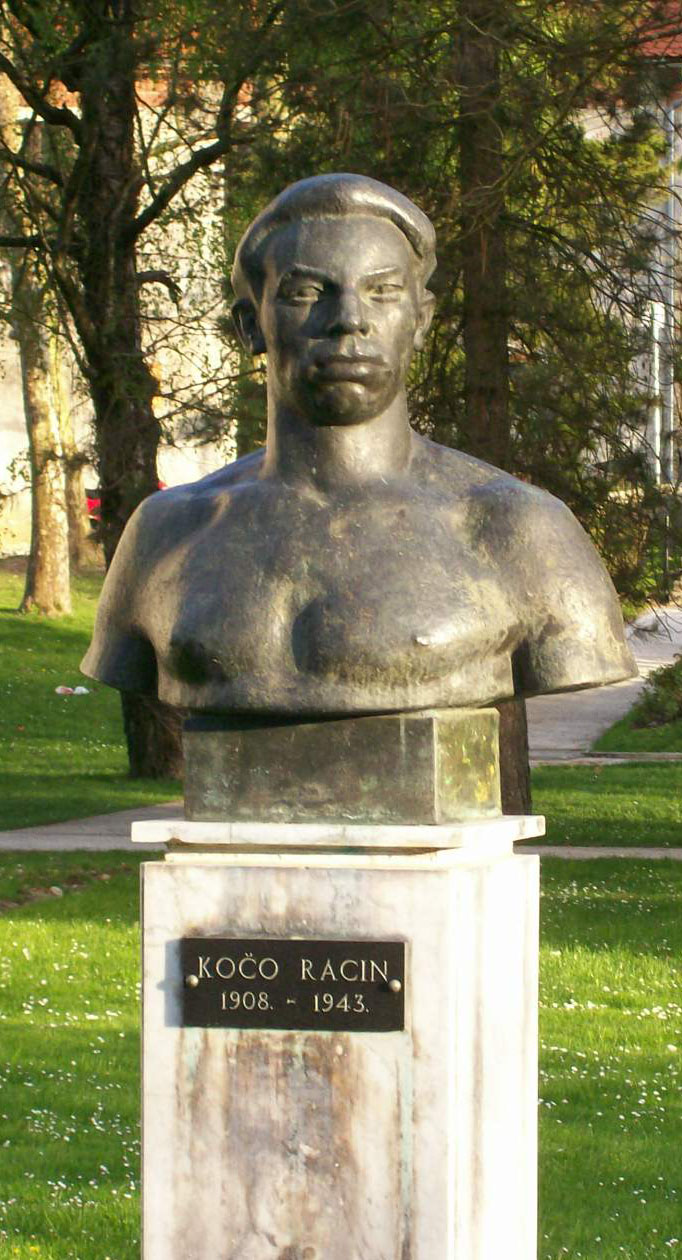
Kočo Racin.

- Blaže Ristovski (1931)
- Kočo Racin (1908–1943)

## S
- Muharem Serbezovski (* 1950), Roma-Sänger, -Schriftsteller und -Übersetzer
- Aco Šopov (1923–1982), Schriftsteller und Übersetzer[1]

## T
- Gane Todorovski (1929–2010)
- Zoran T. Popovski (1962)
- Jovica Tasevski-Eternijan (1976)

## U
- Vlada Urošević (1934), Dichter, Schriftsteller, Kritiker.[1]